# Мали Принц (филм из 2015)
Мали Принц (енгл. The Little Prince) француско-канадски је анимирани филм из 2015. године инспирисан радњом истоименог романа Антоана де Сент Егзиперија.